# Wólka Gonciarska
Wólka Gonciarska – wieś w Polsce położona w województwie mazowieckim, w powiecie zwoleńskim, w gminie Kazanów. Ma status sołectwa. Przez wieś Wólka Gonciarska przepływa rzeka Iłżanka.
| SIMC    | Nazwa           | Rodzaj    |
| ------- | --------------- | --------- |
| 0626426 | Kresy           | część wsi |
| 0626432 | Wólka Maziarska | część wsi |

W latach 1975–1998 miejscowość administracyjnie należała do województwa radomskiego.
Dawniej zachodnia część wsi nosiła nazwę Wólka Maziarska. Do 1972 częścią Wólki Gonciarskiej (w powiecie iłżeckim) była Wólka Jedlańska. 1 stycznia 1973 Wólka Gonciarska weszła w skład nowej gminy Kazanów w powiecie zwoleńskim, jednak bez Wólki Jedlańskiej, która pozostała w powiecie iłżeckim, wchodząc w skład nowej gminy Iłża.
Wierni kościoła rzymskokatolickiego należą do parafii św. Stanisława w Kowalkowie.